# Estação San Jacinto
A Estação San Jacinto é uma das estações do VLT de Guadalajara, situada em Guadalajara, entre a Estação San Andrés e a Estação La Aurora. Administrada pelo Sistema de Tren Eléctrico Urbano (SITEUR), faz parte da Linha 2.
Foi inaugurada em 1º de julho de 1994. Localiza-se no cruzamento da Avenida Javier Mina com a Avenida San Jacinto. Atende os bairros El Progreso, San Andrés e Santa María del Silo.